# Canned Heat
Canned Heat je američki blues/rock sastav. Osnovan je u Los Angelesu 1965. godine. Nastupili su na najvažnijem hippie festivalu, Woodstocku 1969. godine. Sastav djeluje i danas, iako je promijenio mnogo članova. U ljeto 2006. posjetili su i Hrvatsku, nastupivši na ljetnoj pozornici u Opatiji.

## Diskografija

### Originalni materijal
- 1967. – Canned Heat, Liberty Records
- 1968. – Boogie with Canned Heat, Liberty
- 1968. – Living the Blues [Akarma], Liberty
- 1968. – Hallelujah, Liberty
- 1970. – Future Blues, Liberty
- 1970. – Live in Europe, Liberty; reissues Live in concert '70 ,
- 1970. – Vintage, Janus (snimljeno ranih 1966-ih); reizdanje Don't forget to boogie; 2002. Big Road Blues
- 1970. – Hooker 'N' Heat, Liberty LP, CD EMI, (zajedno/ John Lee Hooker)
- 1971. – Live at Topanga Corral (1969.); reizdanje Live at the Kaleidoscope
- 1972. – Historical Figures and Ancient Heads, United Artists
- 1973. – The New Age, United Artists
- 1973. – One More River to Cross, Atlantic, WEA Records
- 1973. – Memphis Heat, Barclay (France), s Memphisom Slimom; snimljeno u rujnu 1970. i finalizirano 1973. godine
- 1978. – Human Condition, Takoma/Sonet
- 1980. – Captured live, Accord
- 1981. – Hooker'n'Heat, Live at the Fox Venice Theatre iz 1978. s Johnom Leejem Hookerom, Rhino
- 1981. – Kings of The Boogie, a.k.a. Dog House Blues, Destiny Records
- 1986. – Infinite Boogie, Rhino
- 1988. – Reheated, SPV 858805
- 1991. – Burnin' live, SPV 848857
- 1991. – Boogie Assault; reizdanje Live in Oz, Aim 1003
- 1993. – Canned Heat Live
- 1994. – Internal Combustion, Aim 1044 (augmented ed. as Gambling Woman)
- 1995. – King Biscuit Flower Hour, (uživo '79. s Hollywood Fats); reizdanje Greatest Hits Live 2003, From the front row live (in DST), Woodstock Festival 10th Anniversary Concert 1979 2008.
- 1995. – Live at Turku Festival (1971.)
- 1996. – The Heat Brothers (1984.)
- 1996. – Canned Heat Blues Band,Ruf Records
- 1997. – The Ties That Bind (1974.)
- 1998. – House of Blue Lights
- 1999. – Boogie 2000, Ruf Records
- 2000. – The Boogie House Tapes, Ruf Records
- 2003. – Friends in the Can, Ruf Records
- 2003. – The USA Sessions s Javierom Batizom (1969.)
- 2005. – The Boogie House Tapes vols. 2, 3, Ruf Records
- 2007. – Under Dutch Skies, mini-LP (3 koncerta iz 1970., 1971. i 1974.)
- 2007. – Christmas Album, Ruf Records (s Ericom Claptonom i Dr. Johnom)

### Kompilacije
- 1969. – Canned Heat Cookbook, Liberty
- 1972. – The Best of Canned Heat, 1990. CD, EMI/Capitol
- 1989. – Let's Work Together: The Best of Canned Heat, EMI
- 1994. – Uncanned! The Best of Canned Heat, EMI/Capitol
- 1996. – Best of Hooker 'n' Heat, EMI E2-38207
- 1996. – Straight Ahead, Magnum (iz Vintage('66) + Live at Topanga('69))
- 2007. – The Very Best of Canned Heat, EMI
- 2008. – The Boogie House Tapes Volume 3
- 2012. – Revolution
- 2013. – The Blind Owl (Alan Wilson)

## Vanjske poveznice
- Službene stranice
- Povijest diskografije